# گاردیوالا
گاردیوالا (به انگلیسی: Garhdiwala) یک منطقهٔ مسکونی در هند است که در بخش هوشیارپور واقع شده‌است. گاردیوالا ۷٬۵۹۳ نفر جمعیت دارد.